# バヤンウルギー県博物館
バヤンウルギー県博物館（バヤンウルギーけんはくぶつかん）は、モンゴルのバヤン・ウルギー県バヤンウルギー市にある博物館。1948年設立。社会主義時代から展示内容がほとんど変わっておらず、モンゴル国内では少数となった（社会主義の意義を強調する）当時の博物館展示を見ることができる。

## 展示内容
- 1階 - 県内に生息する動植物や地下資源。
- 2階 - 革命、社会主義時代の史料。
- 3階 - カザフ族をはじめとした各民族の民族衣装や生活様式、ゲル[1]。

## 利用案内
- 開館時間 - 8：30～12：00、13：00～17：30（冬季は17：00まで）
- 定休日 - 毎週日曜日（団体で予約した場合定休日でも見学可能）
- 料金 - 5000Tg[1]